# Combat Mission: Beyond Overlord
Combat Mission: Beyond Overlord est un jeu vidéo de type wargame en 3D développé par Battlefront.com et publié par cdv Software Entertainment en juin 2000 sur PC et Mac. Il simule la bataille de Normandie de la Seconde Guerre mondiale. Il est le premier volet de la série Combat Mission et est notamment suivi de Combat Mission: Barbarossa to Berlin (2002) et Combat Mission: Afrika Korps (2004).

## Système de jeu
Le jeu repose sur un principe original. Il s'agit d'un mélange de tour par tour et de temps réel. Chaque joueur programme ses unités pour la minute à venir en fonction des informations limitées dont il dispose. Le tour est ensuite lancé et les unités exécutent les ordres sous le contrôle d'une intelligence artificielle. Les fantassins avançant prudemment vers un bois se mettront à couvert automatiquement et répliqueront s'ils commencent à se faire tirer dessus.
La 3D est particulièrement utile pour prévoir les mouvements et les arcs de tirs, il ne s'agit pas d'un gadget esthétique. Les cartes et les personnages pourront d'ailleurs être considérés comme laids. Ils n'en sont pourtant pas moins lisibles, ce qui importe pour un jeu qui est un vrai wargame qui réussit le tour de force de réconcilier tour par tour, temps réel et réalisme très poussé.

## Accueil
| Combat Mission: Beyond Overlord |      |        |
| Média                           | Nat. | Notes  |
| Computer Gaming World           | US   | 5/5    |
| Gamekult                        | FR   | 8/10   |
| GameSpot                        | US   | 9.1/10 |
| IGN                             | US   | 9.0/10 |
| Jeuxvideo.com                   | FR   | 14/20  |
| PC Gamer UK                     | GB   | 89 %   |
| Compilations de notes           |      |        |
| GameRankings                    | US   | 88 %   |

Combat Mission: Beyond Overlord est notamment élu « meilleur wargame » de l'année 1999 par le magazine Computer Gaming World.